# 基皮爾縣
基皮爾縣是印度的一個縣，位於該國東北部，由那加蘭邦負責管轄，面積1,900平方公里，識字率為71.1%，2011年人口74,033，人口密度每平方公里39人。

## 外部連結
- Official site （页面存档备份，存于）